# Архівістика
Архівістика (англ. Archivistics)  — це наукова система, яка вивчає історію, теорію і практику архівної справи, її правові та економічні засади, архівний менеджмент та інформаційні системи, принципи формування і використання архівного фонду, технологію зберігання та відновлення документів.

## Історія розвитку архівістики
Поняття архівістика було вперше введено в науковий обіг німецьким архівістом Й. А. Єггом в роботі «Теоретичні ідеї архівістики» (1804). Однак перша думка про те, що архівістика є окремою науковою дисципліною була висловлена відомим істориком Ш.Ланглуа в статті «Наука про архіви», що вийшла в «Міжнародному журналі архівів, музеїв і бібліотек»(1895). Спершу термін архівістика пов'язували з вченням про історію архівної справи. Через те що, архівістика утворилась в рамках історичної науки, довготривалий час її відносили в галузь «допоміжних історичних дисциплін». На початку 70-х років почали відносити до «спеціальних галузей історичної науки». Після розширення діяльності архівів, покращення їхніх функцій та підвищення ролі в політичному, науковому, культурному та духовному житті, архівістика вийшла на новий рівень. Та найголовніше — архівістика вийшла за межі історичної науки і набула статусу автономної наукової системи.

## Предмет та об'єкт архівістики
Предметом архівістики є прагнення та необхідність становлення й процес росту архівної справи, наукові положення роботи з документами, експертиза їхньої цінності, класифікація, технології упорядкування і організації застосування документів.
Об'єктами архівістики є система архівних установ, документальні джерела на паперових та електронних носіях, науково-дослідні установи, представники управління архівами. Серед об'єктів архівістики провідне місце займають сукупність архівних документів та фондів. Архівні документи відбирають, дають оцінку, оцифровують, відтворюють та використовують як інформаційний об'єкт. Об'єктом української архівістики є також архівна україніка, під якою розуміють документальну спадщину українського народу, що збереглась у вітчизняних і зарубіжних архівах, бібліотеках та музеях.
З пріоритетних об'єктів архівістики випливає його основна функція — розробляти теорію і методику комплектування, обліку, зберігання документів та інформування про них.

## Методологічні основи архівістики
Архівістика стала наукою, через те що спирається на загальнонаукові методи дослідження. Сукупність цих методів і принципів науковості, об'єктивності та історизму становить методологічну основу архівістики. Підґрунтям архівістичного дослідження є загальна теорія історичного пізнання, що користується методами наукового аналізу і синтезу. Це дозволяє досліджувати структуру архівного фонду, ідентифікувати та аналізувати документи. За допомогою синтезу роблять узагальнюючі висновки.
Найголовнішим методом архівістики є історичний, який дає можливість ґрунтовно дослідити витоки і розвиток архівістики, становлення основних етапів формування, внесок архівістів та аналіз впливу конкретно-історичних чинників на стан і характер архівної галузі.
Також, важливу роль відіграє ретроспективний та порівняльний методи. Перший дозволяє відштовхнутися від сучасності і поступово зануритися у архівне минуле, виділяючи при цьому найосновніші риси і тенденції для кожного етапу архівного будівництва, закономірності розвитку архівістичної думки. Завдяки другому здатність, порівняти нові і старі знання, виявити приріст наукових знань і прогресивні методики опрацювання архівних фондів, архівні технології, модернізацію технологій їхнього зберігання і використання.
Стогодні в архівістиці використовують методи конкретно-соціологічних досліджень, статистично-математичного опрацювання матеріалів із застосуванням комп'ютерної техніки та новітніх інформаційних технологій.

## Джерельна база та історіографія архівістики
Архівістика має різноманітну джерельну базу. Завдяки їй вона стала окремою наукою. В джерельній базі основне місце займають загальноісторичні та архівістичні джерела. Основний масив джерел являє собою історичні основи, які накопичують архівістичну дисципліну через специфіку пізнання. Категорізацію архівістичних джерел, а саме писемного джерела проводять за прийнятою нормою в сьогочасному історичному джерелознавстві.
- По-перше, це документи державних органів та нормативні акти, політичних партій та громадських і релігійних організацій пов'язані із створенням та заснуванням архівів. Документи органів управління архівною справою та адміністрації архіву також відносять до цієї групи.
- По-друге, діяльність та промови державних і громадських діячів з архівної політики. Праці працівників архівної галузі, які містять інформацію про практику архівних установ відносять до цієї групи джерел.
- До третьої групи відносять масові джерела, в першу чергу матеріали преси.
- До четвертої групи джерел відносять інструктивні та довідково-інформаційні матеріали установ та органів архівної сфери. Тобто це службові інструкції, довідники, правила, путівники, які дають важливу інформацію щодо методики архівної роботи. Умовно до цієї групи відносять архівні фонди, акти експертизи, облікову документацію, програми інформаційних систем, каталоги і картотеки.
- До п'ятої групи джерел відносять наукові праці з історії, матеріали науково-практичних конференцій, теорії роботи архівної справи. Ця група є носіями вторинної інформації і насамперед історіографічним джерелом архівістики.

Архівістика збагачується сучасними знаннями, узагальненнями, поповнюється маловідомими фактами з історії та практики архівної справи використовуючи джерела всіх вказаних груп.
Архівістика, порівняно молода наука, має широку історіографію. Історіографію можна трактувати як галузь знань про історію розвитку архівістичних досліджень.
Завдання її як предметно-проблемної історіографії полягає в тому, щоб дати відповіді на такі питання:
1. які проблеми архівістики досліджено з достатньою повнотою?
2. які архівістичні питання висвітлено частково або неповно?
3. які проблеми не порушувалися і не досліджувалися?

Структурність відповідей на ці питання, їхнє поєднання становить історіографію архівістики, оскільки дають цілісне уявлення про основні етапи і здобутки їхнього розвитку, витоки архівістичних знань, достовірність і повноту дослідження теоретичних і практичних аспектів архівної справи.
До основних завдань історіографії джерелознавства відносять вироблення наукової періодизації розвитку архівістичних знань, виявлення найвагоміших наукових концепцій, з'ясування діяльності та внеску вчених у розвиток архівістики.